# Gewichtheffen op de Olympische Jeugdzomerspelen 2014
Gewichtheffen is een van de olympische sporten die beoefend worden tijdens de Olympische Jeugdzomerspelen 2014 in Nanjing. De competitie loopt van 17 tot en met 23 augustus in het Nanjing International Expo Center. Er wordt in elf onderdelen gestreden voor de gouden medaille: zes bij de jongens, vijf bij de meisjes. In elke klasse wordt het resultaat van het trekken en het stoten bij elkaar opgeteld.

## Kalender
| Augustus      | 16 | 17 | 18 | 19 | 20 | 21 | 22 | 23 | 24 | 25 | 26 | 27 | 28 |
| ------------- | -- | -- | -- | -- | -- | -- | -- | -- | -- | -- | -- | -- | -- |
| Gewichtheffen |    | 2  | 2  | 2  |    | 2  | 2  | 1  |    |    |    |    |    |

|  | Finale |

## Medailles

### Jongens
| Discipline  | Goud | Goud              | Zilver | Zilver               | Brons | Brons              |
| ----------- | ---- | ----------------- | ------ | -------------------- | ----- | ------------------ |
| Tot 56 kg   | CHN  | Meng Cheng        | VIE    | Nguyen Tran Anh Tuan | UZB   | Adkhamjon Ergashev |
| Tot 62 kg   | PRK  | Jongju Pak        | THA    | Sakda Meeboon        | ITA   | Mirko Zanni        |
| Tot 69 kg   | BUL  | Bozhidar Dimitrov | RUS    | Viacheslav Iarkin    | COL   | Andres Piedrahita  |
| Tot 77 kg   | ARM  | Hakob Mkrtchyan   | IND    | Venkat Rahul Ragala  | KAZ   | Zhaslan Kaliyev    |
| Tot 85 kg   | RUS  | Khetag Khugaev    | UZB    | Farhodbek Sobirov    | EGY   | Mohamed Shosha     |
| Boven 85 kg | ARM  | Simon Martirosyan | SRB    | Tamaš Kajdoči        | FRA   | Anthony Coullet    |

### Meisjes
| Discipline  | Goud | Goud                   | Zilver | Zilver                | Brons | Brons             |
| ----------- | ---- | ---------------------- | ------ | --------------------- | ----- | ----------------- |
| Tot 48 kg   | CHN  | Huihua Jiang           | PRK    | Ri Songgum            | LAT   | Rebeka Koha       |
| Tot 53 kg   | THA  | Rattanaphon Pakkaratha | PRK    | Chun Hui Jong         | TUN   | Nouha Landoulsi   |
| Tot 58 kg   | TPE  | Chiang Nien-Hsin       | RUS    | Anastasiia Petrova    | ARG   | Sasha Nievas      |
| Tot 63 kg   | EGY  | Sara Ahmed             | MEX    | Ana Duran Ayon        | UKR   | Sofiya Zenchenko  |
| Boven 63 kg | THA  | Dunganksorn Chaidee    | RUS    | Svetlana Shcherbakova | KAZ   | Tatyana Kapustina |

### Medailleklassement
| Plaats | Land           | NOC    | Goud | Zilver | Brons | Totaal |
| ------ | -------------- | ------ | ---- | ------ | ----- | ------ |
| 1      | Thailand       | THA    | 2    | 1      | 0     | 3      |
| 2      | Armenië        | ARM    | 2    | 0      | 0     | 2      |
| 2      | China          | CHN    | 2    | 0      | 0     | 2      |
| 4      | Rusland        | RUS    | 1    | 3      | 0     | 4      |
| 5      | Noord-Korea    | PRK    | 1    | 2      | 0     | 3      |
| 6      | Egypte         | EGY    | 1    | 0      | 1     | 2      |
| 7      | Bulgarije      | BUL    | 1    | 0      | 0     | 1      |
| 7      | Chinees Taipei | TPE    | 1    | 0      | 0     | 1      |
| 9      | Oezbekistan    | UZB    | 0    | 1      | 1     | 2      |
| 10     | India          | IND    | 0    | 1      | 0     | 1      |
| 10     | Mexico         | MEX    | 0    | 1      | 0     | 1      |
| 10     | Suriname       | SRB    | 0    | 1      | 0     | 1      |
| 10     | Vietnam        | VIE    | 0    | 1      | 0     | 1      |
| 14     | Kazachstan     | KAZ    | 0    | 0      | 2     | 2      |
| 15     | Argentinië     | ARG    | 0    | 0      | 1     | 1      |
| 15     | Colombia       | COL    | 0    | 0      | 1     | 1      |
| 15     | Frankrijk      | FRA    | 0    | 0      | 1     | 1      |
| 15     | Italië         | ITA    | 0    | 0      | 1     | 1      |
| 15     | Letland        | LAT    | 0    | 0      | 1     | 1      |
| 15     | Tunesië        | TUN    | 0    | 0      | 1     | 1      |
| 15     | Oekraïne       | UKR    | 0    | 0      | 1     | 1      |
| Totaal | Totaal         | Totaal | 11   | 11     | 11    | 33     |

Atletiek · Badminton · Basketbal · Beachvolleybal · Boksen · Boogschieten · Gewichtheffen · Golf · Gymnastiek · Handbal · Hockey · Judo · Kanovaren · Moderne vijfkamp · Paardensport · Roeien · Rugby Sevens · Schermen · Schietsport · Schoonspringen · Taekwondo · Tafeltennis · Tennis · Triatlon · Voetbal · Wielersport · Worstelen · Zeilen · Zwemmen